# Copa de la Liga de Inglaterra 2025-26
La Copa de la Liga de Inglaterra 2025-26, también conocida como «Carabao Cup 2025-26» por motivos de patrocinio, es la temporada número 66 de la Copa de la Liga de Inglaterra. La competición esta abierta a todos los clubes que participarán en la Premier League y las tres divisiones de la English Football League. 

## Acceso
Los 92 clubes de la Premier League y la English Football League ingresarán a la Copa EFL de la temporada. Esta es la primera temporada desde la edición 11/12 en la que se jugara una ronda preliminar antes de la primera ronda, debido a que la cantidad de equipos clasificados a competencias europeas, que entran a la competencia a partir de la tercera ronda, produjo problemas en la organización del torneo. Los participantes de la ronda previa serán los dos equipos recién ascendidos de la National League para esta temporada, Barnet y Oldham Athletic, junto con los equipos que terminaron 21° y 22° en la League Two la temporada pasada, Accrington Stanley y Newport County. Así como las primeras dos rondas, la ronda preliminar también se dividió entre los clubes del norte y del sur.
En la primera ronda participarán 20 de los 24 equipos de la League Two, además de todos los equipos de la League One y del Championship, junto con los ganadores de los partidos de la ronda preliminar.
En la siguiente ronda se integrarán todos los equipos de la Premier League que no participarán de la Champions League, de la Europa League o de la Conference League.
Finalmente, Arsenal, Aston Villa, Chelsea, Crystal Palace, Liverpool, Manchester City, Newcastle United, Nottingham Forest y Tottenham Hotspur, que sí tendrán participación en competiciones europeas, recibirán pases para la tercera ronda.
|                              | Equipos que entran en esta ronda                                                                        | Equipos que pasan de la ronda anterior | Número de partidos |
| ---------------------------- | --- | -------------------------------------- | ------------------ |
| Ronda preliminar (4 equipos) | - 4 equipos de la EFL League Two                                                                        | - N/A                                  | 2                  |
| Primera ronda (70 equipos)   | - 20 equipos de la EFL League Two - 24 equipos de la EFL League One - 24 equipos de la EFL Championship | - 2 ganadores de la ronda preliminar   | 35                 |
| Segunda ronda (46 equipos)   | - 11 equipos de Premier League (no involucrados en competiciones europeas)                              | - 35 ganadores de la primera ronda     | 46                 |
| Tercera ronda (32 equipos)   | - 9 equipos de Premier League (involucrados en competiciones europeas)                                  | - 23 ganadores de la segunda ronda     | 16                 |
| Cuarta ronda (16 equipos)    | | - 16 ganadores de la tercera ronda     | 8                  |
| Cuartos de final (8 equipos) | | - 8 ganadores de la cuarta ronda       | 4                  |
| Semifinal (4 equipos)        | | - 4 ganadores de la quinta ronda       | 2                  |
| Final (2 equipos)            | | - 2 ganadores de la semifinal          | 1                  |

## Ronda preliminar
Un total de 4 clubes jugaron la ronda preliminar: los dos equipos recién ascendidos a la League Two (cuarta división) y los que terminaron 21° y 22° en la temporada pasada. La ronda fue dividida en una base regional, determinando así que los enfrentamientos serán: Accrington Stanley contra Oldham Athletic (región norte), y Newport County contra Barnet (región sur). El sorteo para esta ronda se realizó para determinar el equipo que ofició de local en ambos enfrentamientos. Los partidos se jugaron el 29 de julio (región sur) y el 5 de agosto (región norte). 
| Equipo 1           | Resultado | Equipo 2        |
| ------------------ | --------- | --------------- |
| Accrington Stanley | 3–1       | Oldham Athletic |

| Equipo 1 | Resultado    | Equipo 2       |
| -------- | ------------ | -------------- |
| Barnet   | 2–2 (2–4 p.) | Newport County |

## Primera ronda
Un total de 70 clubes jugaron la primera ronda: 2 ganadores de la ronda preliminar, 20 de la League Two (cuarta división), 24 de la League One (tercera división), 24 de la Championship (segunda división). El sorteo para esta ronda se dividió en una base regional geográfica entre sección norte y sección sur. Los equipos fueron emparejados con otro de la misma sección. Los partidos se jugaron el 12 y 13 de agosto.
| Equipo 1             | Resultado    | Equipo 2            |
| -------------------- | ------------ | ------------------- |
| Barrow               | 0–1          | Preston North End   |
| Middlesbrough        | 0–4          | Doncaster Rovers    |
| Stockport County     | 3–1          | Crewe Alexandra     |
| Accrington Stanley   | 2–1          | Peterborough United |
| Blackburn Rovers     | 1–2          | Bradford City       |
| Blackpool            | 0–1          | Port Vale           |
| Chesterfield         | 0–2          | Mansfield Town      |
| Grimsby Town         | 3–1          | Shrewsbury Town     |
| Harrogate Town       | 1–3          | Lincoln City        |
| Salford City         | 0–0 (2–3 p.) | Rotherham United    |
| Stoke City           | 0–0 (4–3 p.) | Walsall             |
| West Bromwich Albion | 1–1 (2–3 p.) | Derby County        |
| Wigan Athletic       | 1–0          | Notts County        |
| Wrexham              | 3–3 (5–3 p.) | Hull City           |
| Barnsley             | 2–2 (5–4 p.) | Fleetwood Town      |
| Bolton Wanderers     | 3–3 (2–4 p.) | Sheffield Wednesday |
| Huddersfield Town    | 2–2 (3–2 p.) | Leicester City      |
| Birmingham City      | 2–1          | Sheffield United    |
| Tranmere Rovers      | Pospuesto    | Burton Albion       |

| Equipo 1          | Resultado    | Equipo 2            |
| ----------------- | ------------ | ------------------- |
| Swansea City      | 3–1          | Crawley Town        |
| Newport County    | 0–1          | Millwall            |
| Bristol City      | 2–0          | Milton Keynes Dons  |
| Bristol Rovers    | 0–2          | Cambridge United    |
| Cardiff City      | 2–1          | Swindon Town        |
| Charlton Athletic | 3–1          | Stevenage           |
| Coventry City     | 1–0          | Luton Town          |
| Gillingham        | 1–1 (2–4 p.) | AFC Wimbledon       |
| Leyton Orient     | 0–1          | Wycombe Wanderers   |
| Northampton Town  | 0–1          | Southampton         |
| Oxford United     | 1–0          | Colchester United   |
| Plymouth Argyle   | 3–2          | Queens Park Rangers |
| Portsmouth        | 1–2          | Reading             |
| Watford           | 1–2          | Norwich City        |
| Bromley           | 1–1 (5–4 p.) | Ipswich Town        |
| Cheltenham Town   | 2–0          | Exeter City         |

## Segunda ronda
Un total de 46 clubes jugarán la segunda ronda: 35 ganadores de la primera ronda y 11 de la primera división (no involucrados en competiciones europeas). El sorteo para esta ronda se dividirá en una base regional geográfica entre sección norte y sección sur. Los equipos serán emparejados con otro de la misma sección. Los partidos se jugarán la semana del 25 de agosto.
| Equipo 1                        | Resultado | Equipo 2          |
| ------------------------------- | --------- | ----------------- |
| Tranmere Rovers o Burton Albion | v.s.      | Lincoln City      |
| Accrington Stanley              | v.s.      | Doncaster Rovers  |
| Wigan Athletic                  | v.s.      | Stockport County  |
| Stoke City                      | v.s.      | Bradford City     |
| Burnley                         | v.s.      | Derby County      |
| Sunderland                      | v.s.      | Huddersfield Town |
| Birmingham City                 | v.s.      | Port Vale         |
| Preston North End               | v.s.      | Wrexham           |
| Barnsley                        | v.s.      | Rotherham United  |
| Sheffield Wednesday             | v.s.      | Leeds United      |
| Everton                         | v.s.      | Mansfield Town    |
| Grimsby Town                    | v.s.      | Manchester United |

| Equipo 1                | Resultado | Equipo 2               |
| ----------------------- | --------- | ---------------------- |
| Fulham                  | v.s.      | Bristol City           |
| Norwich City            | v.s.      | Southampton            |
| Oxford United           | v.s.      | Brighton & Hove Albion |
| Reading                 | v.s.      | AFC Wimbledon          |
| Bournemouth             | v.s.      | Brentford              |
| Millwall                | v.s.      | Coventry City          |
| Wolverhampton Wanderers | v.s.      | West Ham United        |
| Swansea City            | v.s.      | Plymouth Argyle        |
| Bromley                 | v.s.      | Wycombe Wanderers      |
| Cardiff City            | v.s.      | Cheltenham Town        |
| Cambridge United        | v.s.      | Charlton Athletic      |